# Загустел, Ондржей
Ондржей Загустел (чеш. Ondřej Zahustel; родился 18 июня 1991 года Чехословакия) — чешский футболист, защитник.

## Клубная карьера
Загустел — воспитанник клуба «Млада-Болеслав». 28 февраля 2010 года в матче против «Кладно» он дебютировал в Гамбринус лиге. 2 октября 2011 года в поединке против «Теплице» Ондржей забил свой первый гол за «Младу-Болеслав». В начале 2016 года он перешёл в пражскую «Спарту». 13 февраля в матче против «Фастава» Орнджей дебютировал за новую команду. 20 марта в дерби против «Славии» Загустел забил свой первый гол за «Спарту».

## Международная карьера
13 ноября 2015 года в товарищеском матче против сборной Сербии Загустел дебютировал за сборную Чехии. В этом же поединке он забил свой первый гол за национальную команду.

## Статистика выступлений за сборную
| Матчи за сборную Чехии | Матчи за сборную Чехии | Матчи за сборную Чехии | Матчи за сборную Чехии | Матчи за сборную Чехии | Матчи за сборную Чехии | Матчи за сборную Чехии |
| ---------------------- | ---------------------- | ---------------------- | ---------------------- | ---------------------- | ---------------------- | ---------------------- |
| №                      | Дата                   | Оппонент               | Счёт                   | Голы                   | Соревнование           |                        |
| 1                      | 13 ноября 2015         | Сербия                 | 4:1                    | 1                      | Товарищеский матч      |                        |
| 2                      | 17 ноября 2015         | Польша                 | 1:3                    | -                      | Товарищеский матч      |                        |
| 3                      | 31 августа 2016        | Армения                | 3:0                    | -                      | Товарищеский матч      |                        |